# 托托皮特克 (亞利桑那州)
托托皮特克（英語：Totopitk）是位於美國亞利桑那州馬里科帕縣的一個非建制地區。該地的面積和人口皆未知。

## 地理
托托皮特克的座標為32°33′48″N 112°12′47″W / 32.56333°N 112.21306°W，而該地的平均海拔高度為629米（即2064英尺）。